# Ville Niinistö
Ville Matti Niinistö (nar. 30. července 1976, Turku) je finský politik, v letech 2011–2017 předseda Zeleného svazu a v letech 2011–2014 ministr životního prostředí. Od roku 2004 je také členem městské rady Turku.
Vystudoval politologii na Univerzitě v Turku. Do finského parlamentu byl zvolen ve volbách v roce 2007.
Ville Niinistö je synovcem Sauliho Niinistö. Roku 2004 se oženil s Mariou Wetterstrand, bývalou předsedkyní švédské Strany zelených, a mají spolu dvě děti.